# إل إتيرنو
إل إتيرنو (بالإسبانية: El Eternauta)‏ هي سلسلة قصص مصورة من صنف الخيال العلمي، من تأليف الكاتب الأرجنتيني هيكتور جيرمان أويستيرهيلد رفقة مُواطِنه فرنسيسكو سولانو لوبيز. تم نشر السلسلة للمرة الأولى في (Hora Cero Semanal) في الفترة من 1957 إلى 1959. ويعتبر العمل الأكثر شعبية له.
انتقد العمل الظروف السياسية في البلاد بعدما أطاحت المجالس العسكرية بالحكومات المنتخبة. التحق هو وبناته بالمنظمة اليسارية المحظورة (Montoneros)، وهي جماعة حرب عصابات يسارية بيرونية عارضت المجلس العسكري. سنة 1977، اختُطِفَ أويستيرهيلد واختفى عن الأنظار. ويُعتقد أنه تعرض للتعذيب والقتل سنة 1979 من قبل الديكتاتورية العسكرية التي تدعمها الولايات المتحدة.
منذ استعادة الديمقراطية في عام 1983، واصلت السلسلة في إصدارات مختلفة من قبل عدد من الكتاب والفنانين.

## تاريخ النشر
في عام 1969، أعاد أويستيرهيلد إعادة كتابة السلسلة، مع إضافة تغييرات على القصة، والمزيد من الإشارات السياسية. فقد أصبحت السلسلة نقدًا مفتوحًا للأنظمة الديكتاتورية وإمبريالية الولايات المتحدة. تميز هذا الإصدار بعمل فني لألبرتو بريشيا، الذي رسم القصة بأسلوب تجريبي وفريد يختلف عن التعبير الأصلي. تم نشرها لأول مرة في 29 مايو 1969. في السنوات التالية تم نشر السلسلة أيضًا في العديد من المجلات الأوروبية.
في ديسمبر 1975، بدأت دار النشر (Ediciones Record) في نشر حلقات جديدة من السلسلة في مجلة (Skorpio).
في عام 2015، أصدرت دار النشر الأمريكية (Fantagraphics Books) أول ترجمة للعمل إلى اللغة الإنجليزية، تحت اسم "The Eternaut. فاز العمل المترجم بجائزة إيسنر لعام 2016.